# Football aux Jeux d'Amérique centrale et des Caraïbes
Le football aux Jeux d'Amérique centrale et des Caraïbes est une discipline présente depuis les Jeux de 1930 à La Havane. Tant les équipes masculines que féminines sont les sélections des moins de 21 ans. Les champions en titre sont chez les hommes la Colombie et chez les femmes, le Mexique.

## Histoire
Ce tournoi régional fut conçu pour les pays d'Amérique centrale et des Caraïbes. Jusqu'en 1935, le tournoi portait le nom de Jeux d'Amérique centrale et, à partir de 1938, Jeux d'Amérique centrale et des Caraïbes.
Disputé par des sélections A jusqu'en 1946, des équipes amateur sont invitées à y participer de 1950 à 1986. Pour l'édition 1990, on convie des sélections olympiques et en 1993, des équipes de moins de 20 ans. À partir de 1998, les sélections de moins de 21 ans peuvent prendre part à la compétition. 
L'édition 2010 de Mayagüez (Porto Rico) fut annulée par la CONCACAF qui considérait que les sites n'étaient pas à la hauteur de l'évènement. Toutefois, un tournoi de football féminin vit le jour pour la première fois, mais délocalisé dans la ville de Mérida (Venezuela).

## Épreuve masculine

### Palmarès par édition
Le tableau suivant retrace pour chaque édition de la compétition le palmarès du tournoi et la ville hôte.
| Édition | Ville hôte                                         | Finale                 | Finale              | Finale                 | Petite finale       | Petite finale       | Petite finale          |
| Édition | Ville hôte                                         | Or                     | Score               | Argent                 | Bronze              | Score               | Quatrième              |
| ------- | -------------------------------------------------- | ---------------------- | ------------------- | ---------------------- | ------------------- | ------------------- | ---------------------- |
| 1930    | La Havane, Cuba                                    | Cuba                   |                     | Costa Rica             | Honduras            |                     | Salvador               |
| 1935    | San Salvador, Salvador                             | Mexique                |                     | Costa Rica             | Salvador            |                     | Cuba                   |
| 1938    | Panama, Panama                                     | Mexique                |                     | Costa Rica             | Colombie            |                     | Salvador               |
| 1946    | Barranquilla, Colombie                             | Colombie               |                     | Panama                 | Curaçao             |                     | Costa Rica             |
| 1950    | Guatemala, Guatemala                               | Antilles néerlandaises |                     | Guatemala              | Honduras            |                     | Salvador               |
| 1954    | Mexico, Mexique                                    | Salvador               |                     | Mexique                | Colombie            |                     | Panama                 |
| 1959    | Caracas, Venezuela                                 | Mexique                |                     | Antilles néerlandaises | Venezuela           |                     | Panama                 |
| 1962    | Kingston, Jamaïque                                 | Antilles néerlandaises |                     | Mexique                | Venezuela           |                     | Jamaïque               |
| 1966    | San Juan, Porto Rico                               | Mexique                |                     | Antilles néerlandaises | Cuba                |                     | Salvador               |
| 1970    | Panama, Panama                                     | Cuba                   |                     | Antilles néerlandaises | Colombie            |                     | Venezuela              |
| 1974    | Santo Domingo, République dominicaine              | Cuba                   | 1–1 (3-0 tab)       | Trinité-et-Tobago      | Bermudes            | 3–0                 | Mexique                |
| 1978    | Medellín, Colombie                                 | Cuba                   | 2–0 a. p.           | Venezuela              | Bermudes            | 3–0                 | Mexique                |
| 1982    | La Havane, Cuba                                    | Venezuela              | 1–0                 | Mexique                | Cuba                | 2–1                 | Bermudes               |
| 1986    | Santiago de los Caballeros, République dominicaine | Cuba                   | 1–1 (4-2 tab)       | Honduras               | Mexique             | 2–1                 | République dominicaine |
| 1990    | Mexico, Mexique                                    | Mexique                | 3–0                 | Venezuela              | Costa Rica          | 2–1                 | Cuba                   |
| 1993    | Ponce, Porto Rico                                  | Costa Rica             | 2–0                 | Mexique                | Jamaïque            | 3–1                 | Cuba                   |
| 1998    | Maracaibo, Venezuela                               | Venezuela              | 3–1                 | Mexique                | Costa Rica          | 6–1                 | Trinité-et-Tobago      |
| 2002    | San Salvador, Salvador                             | Salvador               | 1–1 (4-3 tab)       | Mexique                | Costa Rica          | 0–0 (4-1 tab)       | Haïti                  |
| 2006    | Carthagène, Colombie                               | Colombie               | 2–1                 | Venezuela              | Costa Rica          | 1–0                 | Honduras               |
| 2010    | Mayagüez, Porto Rico                               | Tournoi non disputé    | Tournoi non disputé | Tournoi non disputé    | Tournoi non disputé | Tournoi non disputé | Tournoi non disputé    |
| 2014    | Veracruz, Mexique                                  | Mexique                | 4–1                 | Venezuela              | Cuba                | 3–1 a. p.           | Honduras               |
| 2018    | Barranquilla, Colombie                             | Colombie               | 2–1                 | Venezuela              | Honduras            | 3–0                 | Haïti                  |

### Tableau des médailles
| Rang | Nation                 | Or | Argent | Bronze | Total |
| ---- | ---------------------- | -- | ------ | ------ | ----- |
| 1    | Mexique                | 6  | 6      | 1      | 13    |
| 2    | Cuba                   | 5  | 0      | 3      | 8     |
| 3    | Colombie               | 3  | 0      | 3      | 6     |
| 4    | Venezuela              | 2  | 5      | 2      | 9     |
| 5    | Antilles néerlandaises | 2  | 3      | 0      | 5     |
| 6    | Salvador               | 2  | 0      | 1      | 3     |
| 7    | Costa Rica             | 1  | 3      | 4      | 8     |
| 8    | Honduras               | 0  | 1      | 3      | 4     |
| 9    | Panama                 | 0  | 1      | 0      | 1     |
| 9    | Guatemala              | 0  | 1      | 0      | 1     |
| 9    | Trinité-et-Tobago      | 0  | 1      | 0      | 1     |
| 12   | Bermudes               | 0  | 0      | 2      | 2     |
| 13   | Curaçao                | 0  | 0      | 1      | 1     |
| 13   | Jamaïque               | 0  | 0      | 1      | 1     |

## Épreuve féminine

### Palmarès par édition
Le tableau suivant retrace pour chaque édition de la compétition le palmarès du tournoi et la ville hôte.
| Édition | Ville hôte             | Finale    | Finale | Finale            | Petite finale | Petite finale | Petite finale     |
| Édition | Ville hôte             | Or        | Score  | Argent            | Bronze        | Score         | Quatrième         |
| ------- | ---------------------- | --------- | ------ | ----------------- | ------------- | ------------- | ----------------- |
| 2010    | Mérida, Venezuela      | Venezuela |        | Trinité-et-Tobago | Guatemala     |               | Haïti             |
| 2014    | Veracruz, Mexique      | Mexique   | 2–0    | Colombie          | Costa Rica    | 3–2           | Venezuela         |
| 2018    | Barranquilla, Colombie | Mexique   | 3–1    | Costa Rica        | Venezuela     | 1–0           | Trinité-et-Tobago |

### Tableau des médailles
| Rang | Nation            | Or | Argent | Bronze | Total |
| ---- | ----------------- | -- | ------ | ------ | ----- |
| 1    | Mexique           | 2  | 0      | 0      | 2     |
| 2    | Venezuela         | 1  | 0      | 1      | 2     |
| 3    | Costa Rica        | 0  | 1      | 1      | 2     |
| 4    | Trinité-et-Tobago | 0  | 1      | 0      | 1     |
| 4    | Colombie          | 0  | 1      | 0      | 1     |
| 6    | Guatemala         | 0  | 0      | 1      | 1     |